# De lotgevallen van de brave soldaat Švejk
De lotgevallen van de brave soldaat Švejk in de wereldoorlog is een satirische roman geschreven door Jaroslav Hašek. Het boek werd in het Tsjechisch uitgebracht in 1923 onder de naam Osudy dobrého vojáka Švejka za světové války. Bedoeling was het verhaal in zes delen uit te brengen, er bestaan er echter maar vier omdat Hašek na het schrijven van deze delen in 1923 stierf aan tuberculose. De illustraties bij het boek zijn gemaakt door Josef Lada.

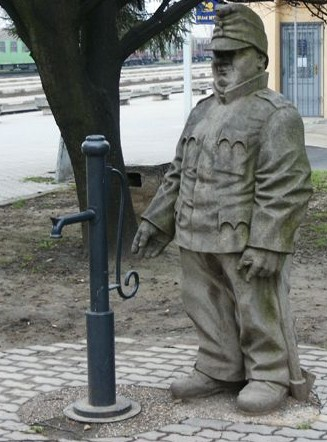
Standbeeld van Švejk

In de roman wordt verteld over de Praagse veteraan Josef Švejk en zijn avonturen in het leger. Het verhaal begint met het nieuws van de moord op Franz Ferdinand, het begin van de Eerste Wereldoorlog. Švejk wordt voor de oorlog tegen de Russen ingelijfd in het Oostenrijks-Hongaarse leger. Hij neemt de bevelen van zijn meerderen zeer letterlijk en voert deze tot in het absurde uit, waardoor hij het gezag ondermijnt en ridiculiseert. Doordat Hašek het boek niet heeft kunnen afmaken eindigt het verhaal abrupt, voordat Švejk heeft gevochten of in een loopgraaf heeft gezeten.
De Nederlandse uitgave bestaat uit: 1: In het achterland; 2: Aan het front; 3/4: In krijgsgevangenschap : (Dl.3: De glorieuze aframmeling. Dl.4: Vervolg van de glorieuze aframmeling)
Het boek werd meermalen verfilmd in diverse landen, onder andere in West-Duitsland in 1960 met in de hoofdrol Heinz Rühmann. In 1972 werd er een tv-reeks gemaakt met de Oostenrijker Fritz Muliar in de hoofdrol.
In diverse edities wordt de naam ook wel geschreven als Schweik en Schwejk.